# Brisbane International 2011
Das Brisbane International 2011 war der Name eines Tennisturniers der WTA Tour 2011 für Damen sowie eines Tennisturniers der ATP World Tour 2011 für Herren, welche zeitgleich vom 2. bis zum 9. Januar 2011 in Brisbane stattfanden.

## Herrenturnier
→ Qualifikation: Brisbane International 2011/Herren/Qualifikation

## Damenturnier
→ Qualifikation: Brisbane International 2011/Damen/Qualifikation